# El Pou de la neu de Ramonet
El Pou de la neu de Ramonet és una obra d'Aiguamúrcia (Alt Camp) inclosa a l'Inventari del Patrimoni Arquitectònic de Catalunya.

## Descripció
Estructura cilíndrica, amb revestiment de pedra seca. N'ha desaparegut la cúpula, que encara hi era el 1934 i probablment força més ençà.
Diàmetre estimat: 7-8 metres. Profunditat actual: 7 metres. El gruix de terra, runa i bardissa del fons pot tenir uns 3 metres. La profunditat total és de 10 metres. Galeria horitzontal d'entrada encarada al nord, a l'aiguavessant de Querol, cap a un barranquet que fa cap a la vora esquerra del riu Gaià. Es tocant a l'edifici enrunat de Ramonet.

## Història
Va pertànyer al monestir de Santes Creus.